# جون كيلي (لاعب اتحاد الرغبي)
جون كيلي (بالإنجليزية: John Kelly)‏ (و. 1974  م) هو لاعب اتحاد الرغبي أيرلندي، ولد في دبلن، مركز لعبه هو جناح ‏.

## التعليم
تعلم في كلية كورك الجامعية
.

## روابط خارجية
- جون كيلي عل موقع إسبنسكروم (الإنجليزية)
- جون كيلي على موقع ItsRugby.co.uk (الإنجليزية)